# Paolo Gentiloni
Paolo Gentiloni (Rome, 22 november 1954) is een Italiaans sociaaldemocratisch politicus. Van 1 december 2019 tot 30 november 2024 was hij namens Italië Europees Commissaris in de Commissie-Von der Leyen I. Tussen 12 december 2016 en 1 juni 2018 was hij premier van Italië. Daarvoor was hij minister van Buitenlandse Zaken in het kabinet van Matteo Renzi. Tussen 2006 en 2008 was Gentiloni minister van Communicatie.

## Biografie

### Lokale politiek
Gentiloni is een afstammeling van de adellijke familie Silveri. Hij studeerde politieke wetenschappen aan de La Sapienza Universiteit in Rome. Gentiloni was aangesloten bij de Movimento Studentesco, de linksgeoriënteerde jongerenorganisatie van Mario Capanna. Toen Capanna de partij Democrazia Proletaria (DP) oprichtte, stapte hij over naar de Arbeidersbeweging voor Socialisme. Tussen 1993 en 2001 was Gentiloni de woordvoerder van Francesco Rutelli, de burgemeester van Rome (1993-2001).

### Landelijke politiek
In 2001 werd Gentiloni gekozen in het Parlement van Italië. Een jaar later was hij een van de oprichters van de politieke partij La Margherita. In 2006 werd Gentiloni herkozen voor het parlement en werd hij minister van Communicatie in het kabinet van Romano Prodi. Het kabinet-Prodi bleef aan tot 2008. Gedurende zijn ambtsperiode als minister was Gentiloni betrokken bij de oprichting van de Democratische Partij. Na zijn vertrek als minister keerde hij terug naar het parlement.

### Regering
Gentiloni probeerde in april 2013 verkozen te worden als de linkse kandidaat voor de verkiezingen van het burgemeesterschap van Rome. Hij eindigde als derde. In oktober 2014 werd Gentiloni benoemd tot minister van Buitenlandse Zaken in het kabinet van Matteo Renzi. Hij volgde partijgenoot Federica Mogherini op.
Op 12 december 2016 volgde Gentiloni Renzi op als premier, nadat laatstgenoemde afgetreden was als gevolg van een verloren grondwetsreferendum. Gentiloni bleef aan tot 1 juni 2018. Zijn opvolger werd Giuseppe Conte.

### Europese politiek
Op 1 december 2019 werd Gentiloni Europees Commissaris belast met de portefeuille Economie.
Josep Borrell · 
Thierry Breton (tot 16 september 2024) · 
Helena Dalli · 
Valdis Dombrovskis · 
Elisa Ferreira · 
Marija Gabriel (tot 15 mei 2023) · 
Paolo Gentiloni ·  
Johannes Hahn · 
Iliana Ivanova (vanaf 19 september 2023) · 
Ylva Johansson · 
Věra Jourová · 
Wopke Hoekstra (vanaf 5 oktober 2023) · 
Phil Hogan (tot 26 augustus 2020) · 
Stella Kyriakidou · 
Janez Lenarčič · 
Ursula von der Leyen · 
Mairead McGuinness (vanaf 12 oktober 2020) · 
Didier Reynders · 
Margarítis Schinás · 
Nicolas Schmit · 
Maroš Šefčovič · 
Kadri Simson · 
Virginijus Sinkevičius · 
Dubravka Šuica · 
Frans Timmermans (tot 22 augustus 2023) ·   
Jutta Urpilainen · 
Adina-Ioana Vălean · 
Olivér Várhelyi · 
Margrethe Vestager · 
Janusz Wojciechowski